# Miguel Trauco
Miguel Ángel Trauco Saavedra (født 25. august 1992 i Tarapoto, Peru), er en peruviansk fodboldspiller (venstre back/midtbane). Han spiller for Flamengo i Brasilien.
Trauco har tidligere spillet for de peruvianske klubber Unión Comercio og Universitario.

## Landshold
Trauco debuterede for Perus landshold 6. august 2014 i en venskabskamp mod Panama. Han var en del af den peruvianske trup til Copa América i 2016 og til VM 2018 i Rusland.